# Die Räuber vom Liang-Schan-Moor

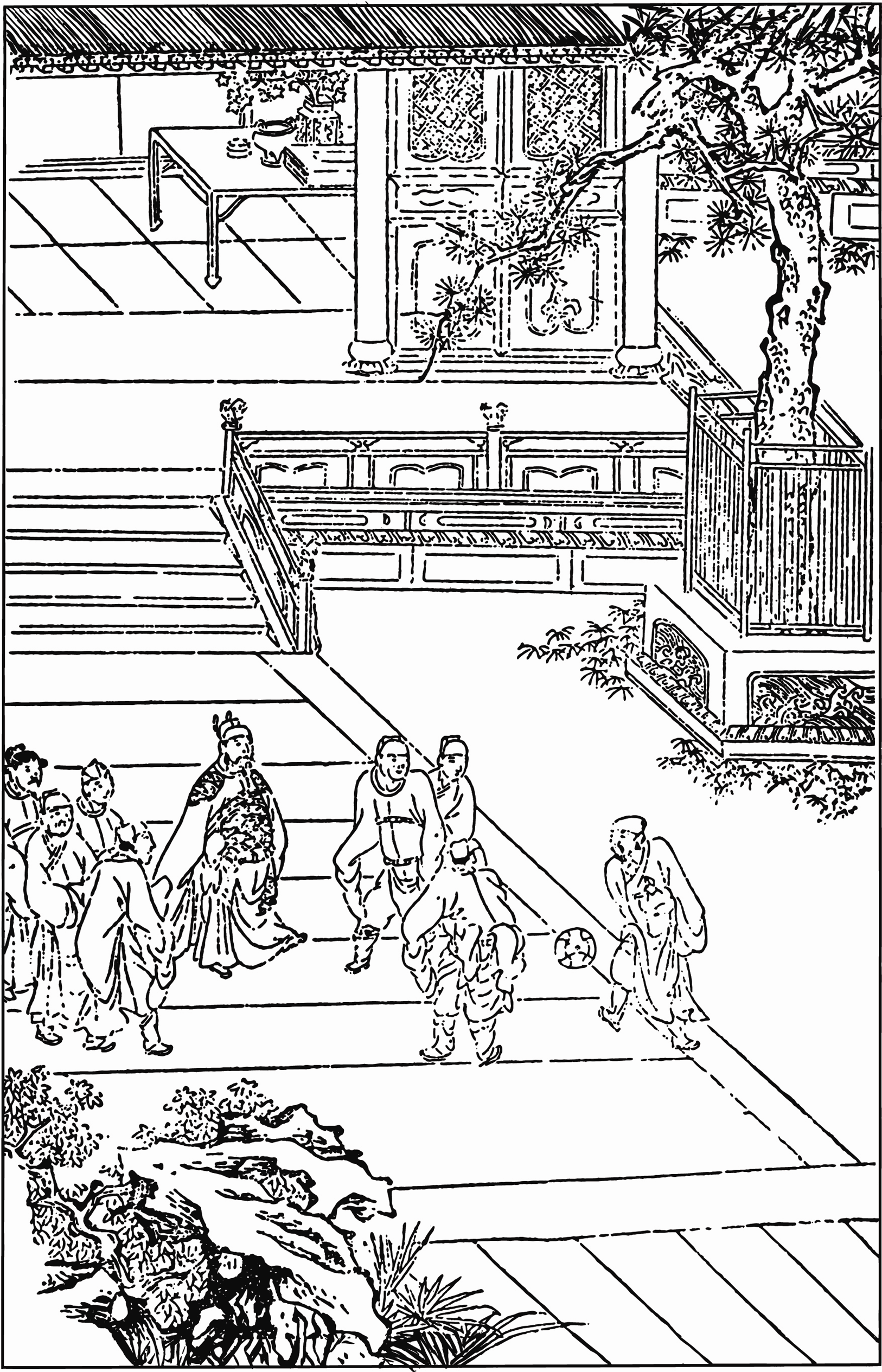
Der Bösewicht Gao Qiu erschleicht sich beim Cuju-Spiel Prinz Duans Vertrauen, des zukünftigen Kaisers Huizong (Kapitel 2) – Blockdruck aus der Textausgabe von Yu Xiangdou, 1594.

Die Geschichte vom Ufer des Wassers (chinesisch 水滸傳 / 水浒传, Pinyin Shuǐhǔ Zhuàn – „Wasserufer-Überlieferung“), in deutscher Sprache seit der ersten Übersetzung von Franz Kuhn auch unter dem Titel Die Räuber vom Liang-Schan-Moor bekannt, ist ein chinesisches Volksbuch aus dem 14. Jahrhundert. In Form eines spannenden Abenteuerromans erzählt der Roman die Geschichten einer Gruppe legendärer Geächteter.
Die Verfasserschaft wird Shi Nai’an (施耐庵,  Shī Nài’ān) und Luo Guanzhong (羅貫中 / 罗贯中,  Luó Guànzhōng) zugeschrieben. 
Neben dem Traum der roten Kammer, der Reise nach Westen und der Geschichte der Drei Reiche zählt dieses Buch zu den vier klassischen Romanen der chinesischen Literatur. „Die Räuber vom Liang-Schan-Moor“ ist der erste in chinesischer Umgangssprache, Baihua, geschriebene chinesische Roman.

## Historischer Kontext
Der Roman spielt zur Zeit der nördlichen Song-Dynastie (960–1126) unter Kaiser Huizong (1082–1135) in einer von inkompetenter Regierung, korrupten Eliten und verarmten Bauern geprägten Gesellschaft. 
Historisches Vorbild ist eine Gruppe von Banditen um Song Jiang (宋江,  Sòng Jiāng), die am Anfang des 12. Jahrhunderts in den heutigen Provinzen Shandong, Henan und Jiangsu ihr Unwesen trieben. Chinesische Chroniken wie beispielsweise die offizielle Geschichte der Song (宋史,  Sòng Shǐ) berichten von einem Aufstand, angeführt von Song Jiang, gegen den 1120 ein kaiserliches Edikt erlassen wurde, und der sich schließlich 1121 den kaiserlichen Truppen ergeben habe. Auch andere Romanfiguren, wie beispielsweise der Erzbösewicht Gao Qiu (高俅,  Gāo Qiú) haben historische Vorbilder: Gao Qiu lebte von etwa 1076 bis 1126 und war ein hochrangiger Beamter am Hof des Kaisers Song Huizong.

## Handlung

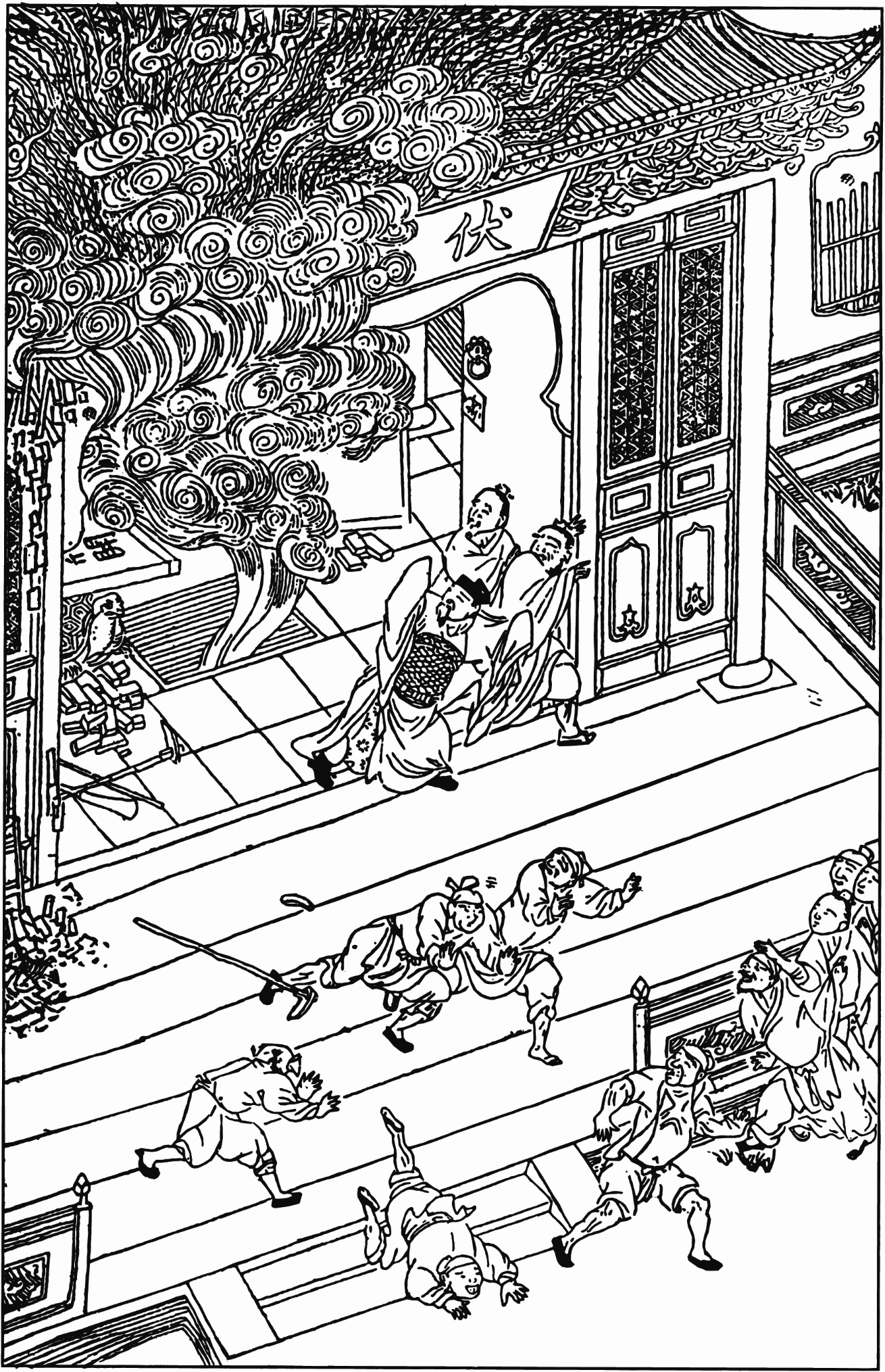
Großmarschall Hong Xin befreit die 108 Dämonen, – Blockdruck aus der Textausgabe von Yu Xiangdou, 1594

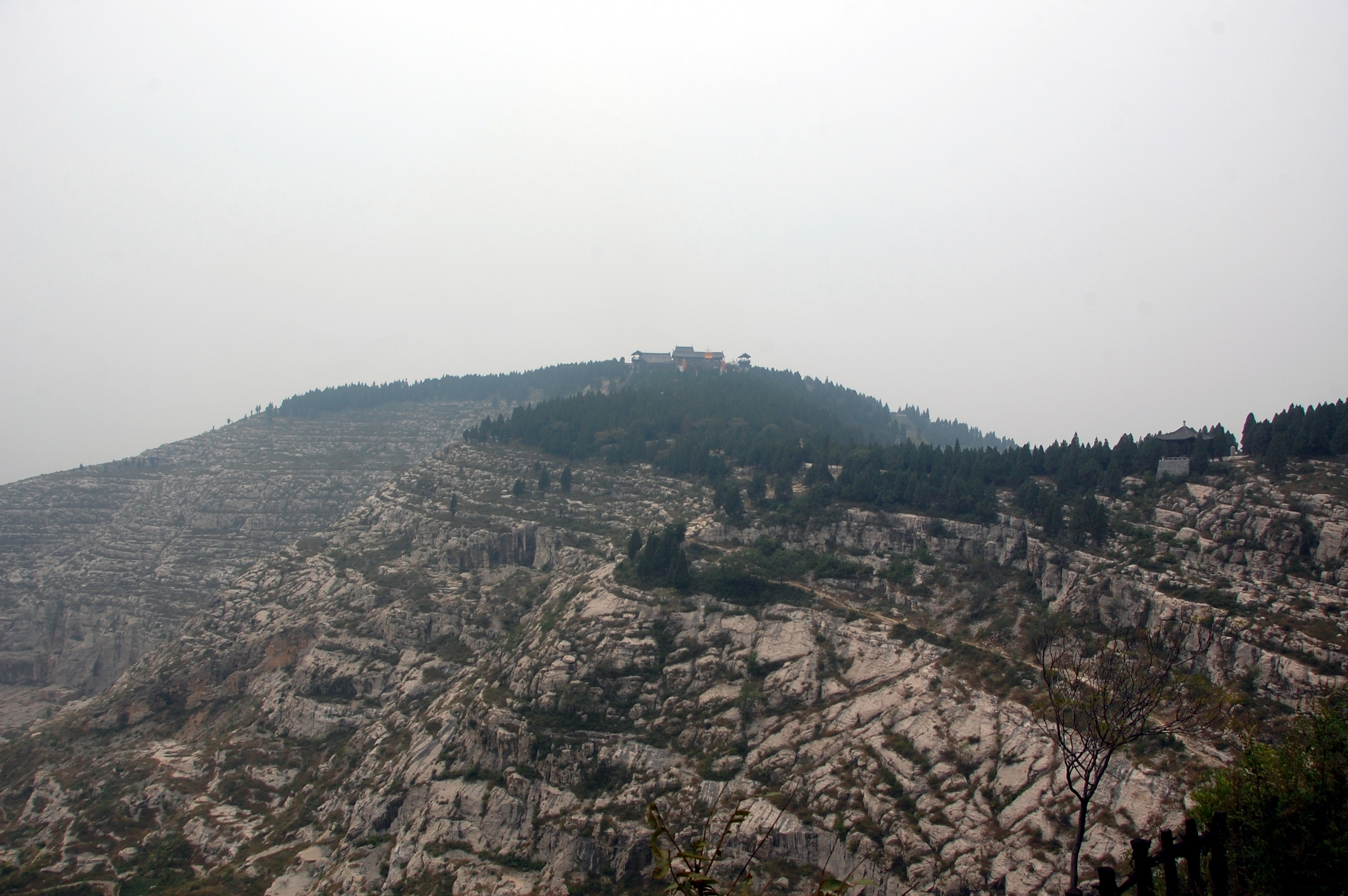
Liangshan (梁山) – im gleichnamigen Kreis – in Shandong

Das Werk handelt von den 108 berühmten Anführern einer Rebellenarmee, die gegen korrupte kaiserliche Beamte und Soldaten für die gute Sache kämpfen. Sie leben in einer Bergfeste mit ca. 30 000 weiteren Anhängern am Liang-Schan-Moor (梁山泊,  Liángshān pō – „Liángshān-See“, selten auch 梁山濼 / 梁山泺), Shandong. Unter ihnen finden sich Verfolgte und Geächtete, Bauern, Fischer, Kaufleute, Beamte, ehemalige Offiziere, Landadelige und Mönche sowie auch einige Frauen und Räuber, die sich zu einer Schwurbrüderschaft zusammenschließen. In vielen einzelnen Episoden werden ihre Abenteuer erzählt. 
Der Song-Kaiser Song Renzong (1010–1063) hatte seinen Großmarschall Hong Xin ausgesandt, um das Oberhaupt der daoistischen Religionsgemeinschaft, den Himmelsmeister Zhang, in die Hauptstadt Kaifeng einzuladen. Er sollte dort mit mächtigen Riten einer Seuche Einhalt gebieten. Im Kloster auf dem Drachen-und-Tigerberg in der Präfektur Xin-zhou (heute Guanxin), Provinz Jiangxi, lässt Hong Xin entgegen der Warnungen der Mönche aus der „Halle der niedergerungenen Dämonen“ 108 Sterne frei, von den Dao-Meistern einst gebändigte Dämonenkönige 1, nämlich 36 himmlische Geister 2 und 72 irdische Dämonen. 3

「此殿內鎮鎖著三十六員天罡星，七十二座地煞星，共是一百單八個魔君在裏面。上立石碑， 鑿著龍章鳳篆天符，鎮住在此。若還放他出世，必惱下方生靈。」

「Cǐ diàn nèi zhènsuǒ zháo sānshíliù yuán Tiāngāngxīng, qīshí’èr zuò Dìshàxīng, gòng shì yībǎi dān bā gè mójūn zài lǐmiàn. Shàng lì shíbēi, záozhe lóngzhāng fèngzhuàn tiān fú, zhènzhù zài cǐ. Ruò háifàng tā chūshì, bì nǎo xiàfāng shēnglíng.」

„In dieser Halle waren die Sterne der sechsunddreißig Himmlischen Richter und der zweiundsiebzig irdischen Rächer eingeschlossen, zusammen einhundertacht Dämonenkönige. Darüber war eine Stele aus Stein errichtet, in die himmlische Talismane in Drachen- und Phönixsiegelschrift eingemeißelt waren und die die Dämonen gefangen hielt. Sie wieder in die Welt zu entlassen bedeutet zweifellos Unheil für die Lebenden.“

Die verbotene Tat des Großmarschalls bezeichnet den Anfang der Abenteuer von 108 Helden, 4 die sich nun auf den Weg machen, mittels gerechter Taten Verdienste zu sammeln. Sie führen ein Banner mit der Inschrift „Dem Himmel Gerechtigkeit erweisen, das Volk retten 5.“ Erst gegen Ende der Geschichte (Kapitel 71 der Jin-Shengtan-Ausgabe) wird das wahre Wesen der Helden offenbar: Während eines Festmahls erscheint eine zweite Steinplatte, auf der die geheimen Namen aller 108 Geister „in Drachenschrift und Phönixsiegeln, talismanischen Listen in Himmlischer Schrift“ 6 verzeichnet sind, nur ein eingeweihter Daoist kann sie lesen. Die 108 Dämonenseelen bilden als Sternbild 7 eine mächtige Verkörperung des Himmlischen Gesetzes. 8 Jeder einzelne Stern verkörpert einen bestimmten Sternengott und kann angerufen werden, um Falsches wieder richtig zu machen.
Einzeln und in Gruppen bewegen sich die Charaktere durch ihre Abenteuer, begegnen und trennen sich wieder, bis sie schließlich in der „Halle der Treue und Rechtschaffenheit“ der Festung im Liang-Shan-Moor zusammenfinden. Song Jiang ist der unter dem Leitstern 9 Wiedergeborene der Helden und eine der Hauptpersonen des Romans. Mit seiner Ernennung zum Anführer im 60. Kapitel des Romans sind die Hundertacht vollzählig.
Wie die Handlung weitergeht, hängt von der jeweiligen Textausgabe ab: In der weit verbreiteten Ausgabe von Jin Shengtan endet der Roman nach dem Treffen in der Festung mit dem Traum eines Helden, Lu Junyi (盧俊義,  Lú Jùnyì) von der Hinrichtung aller Rebellen durch Regierungstruppen, woraufhin ein Banner mit der Aufschrift „Frieden und Wohlstand“ 10 am Himmel erscheint. In anderen Editionen nimmt die Bande eine kaiserliche Amnestie an und kämpft für die Song-Dynastie weiter. Alle Editionen enden gleichermaßen mit der Auflösung der Bande, indem die Helden einzeln ihrer Wege ziehen, krank werden oder in der Schlacht sterben.

## Sprach- und Textentwicklung
Bevor der Roman überhaupt erstmals zu Papier gebracht wurde, ist nach Ansicht des französischen Gelehrten Jacques Dars von einer langen mündlichen Überlieferung auszugehen. Die Kapitellänge und stilistische Eigenschaften, die aus dem mündlichen Vortrag stammen, weisen auf die Tradition der Geschichtenerzähler. Die meisten Episoden beginnen mit der Formel: 話說,  huàshuō – „es wird erzählt, dass…“, ähnlich der deutschen Phrase Es war einmal, und schließen nach einem Ausblick auf die Geschehnisse des nächsten Kapitels mit 且聽下回分解,  qiě tīng xià huí fēnjiě – „hören Sie im folgenden Kapitel wie es weitergeht“.
Das Shuihu Zhuan ist aus einer gänzlich anderen Tradition heraus entstanden als die epische chinesische Geschichtsschreibung, wie beispielsweise die Frühlings- und Herbstannalen. Die klassischen Werke beschreiben meist Ereignisse aus ferner Vergangenheit. Ihre Personen scheinen eher auf einer Bühne zu agieren, als dass sie sprechen. Sie handeln, wie es ihrem jeweiligen Rollenmodell entspricht, es finden sich kaum individuelle Züge. Das klassische Chinesisch (Wenyan), in dem diese schriftlich tradierten Werke geschrieben sind, ist bestenfalls noch einer literarischen Elite verständlich.
Im Gegensatz zum klassischen Chinesisch entwickelte sich die chinesische Volkssprache (Baihua) ständig weiter. Dialekte und Sprachgewohnheiten aus allen Volksgruppen und gesellschaftlichen Schichten flossen wie selbstverständlich in die Umgangssprache ein und somit auch in die darstellende und erzählende Kunst, vor allem der Geschichtenerzähler. Das Publikum schätzte bei dieser dem traditionellen chinesischen Drama eng verwandten Kunst neben dem epischen und lyrischen Gehalt vor allem die Fähigkeit des Erzählers, den verschiedenen Charakteren überzeugend und lebhaft Stimme und Ausdruck zu verleihen – wie man es heute noch erleben kann. Diese Qualität behielten die schriftlich festgehaltenen umgangssprachlichen Geschichten bei.
Spätestens seit der Mingzeit sind Kommentare zum Shuihu Zhuan überliefert. Jin Shengtan (gest. 1661) schreibt lobend (nach Ge, 2001), dass jede einzelne Romanfigur nicht nur dadurch gekennzeichnet sei, was sie sage, sondern auch wie sie etwas sage. Die hundertacht Helden würden als genau so viele Individuen beschrieben, die auf unterschiedlichen Ebenen miteinander in lebhaftem Dialog und Austausch stünden. In ihrer Individualität verkörpern die Romanfiguren unterschiedliche Formen gesellschaftlichen Bewusstseins und verschiedene soziologische, ideologische und geografische Beiklänge.
Manuskripte von Teilen des Werks sind aus dem späten 14. Jahrhundert erhalten. Die ältesten bekannten gedruckten Exemplare stammen aus der Zeit des Ming-Kaisers Jiajing (1507–1567). Sie wurden eher für den Hofstaat als für die breite Öffentlichkeit hergestellt; bekannt, aber nicht erhalten, sind offiziell genehmigte Ausgaben des Zensuramts und des Marquis von Wuding, Guo Xun. Die erste inhaltlich vollständige Ausgabe mit 100 Kapiteln wurde 1589 gedruckt. Während der Qing-Dynastie (1644–1911) war die am weitesten verbreitete Ausgabe die von Jin Shengtan, erstmals erschienen 1641 oder 1644.
Gregory (2023) gibt einen Überblick über die bekannten frühesten Druckversionen des Werkes. Er hält es nicht für möglich, eine ursprüngliche Textstufe zu rekonstruieren. Als gegen Ende des 16. Jahrhunderts das Interesse an gedruckten Romanen aufkam, habe jeder Herausgeber/Drucker eine Version des Textes erstellt und veröffentlicht, von der er sich den größten kommerziellen Erfolg versprochen habe. Begriffe wie Autor eines Buches oder Urheberrechte seien – wie auch in Europa – damals unbekannt gewesen. Die Herausgeber hätten sich dabei aus einem Schatz ursprünglich mündlich überlieferter, später als einzelne Geschichten oder Erzählungen um eine bestimmte Heldenfigur im Druck erschienener Geschichten bedienen können.
Zu Beginn der Qing-Dynastie, im Jahr 1644, wurde die Geschichte verboten, weil sie den Autoritäten als umstürzlerisch galt. Das Verbot hatte nicht lange Bestand, denn spätestens im gleichen Jahr erschien die Ausgabe von Jin Shengtan, die über mehr als 150 Jahre weit verbreitet blieb.

## Übersetzungen
Japanisch

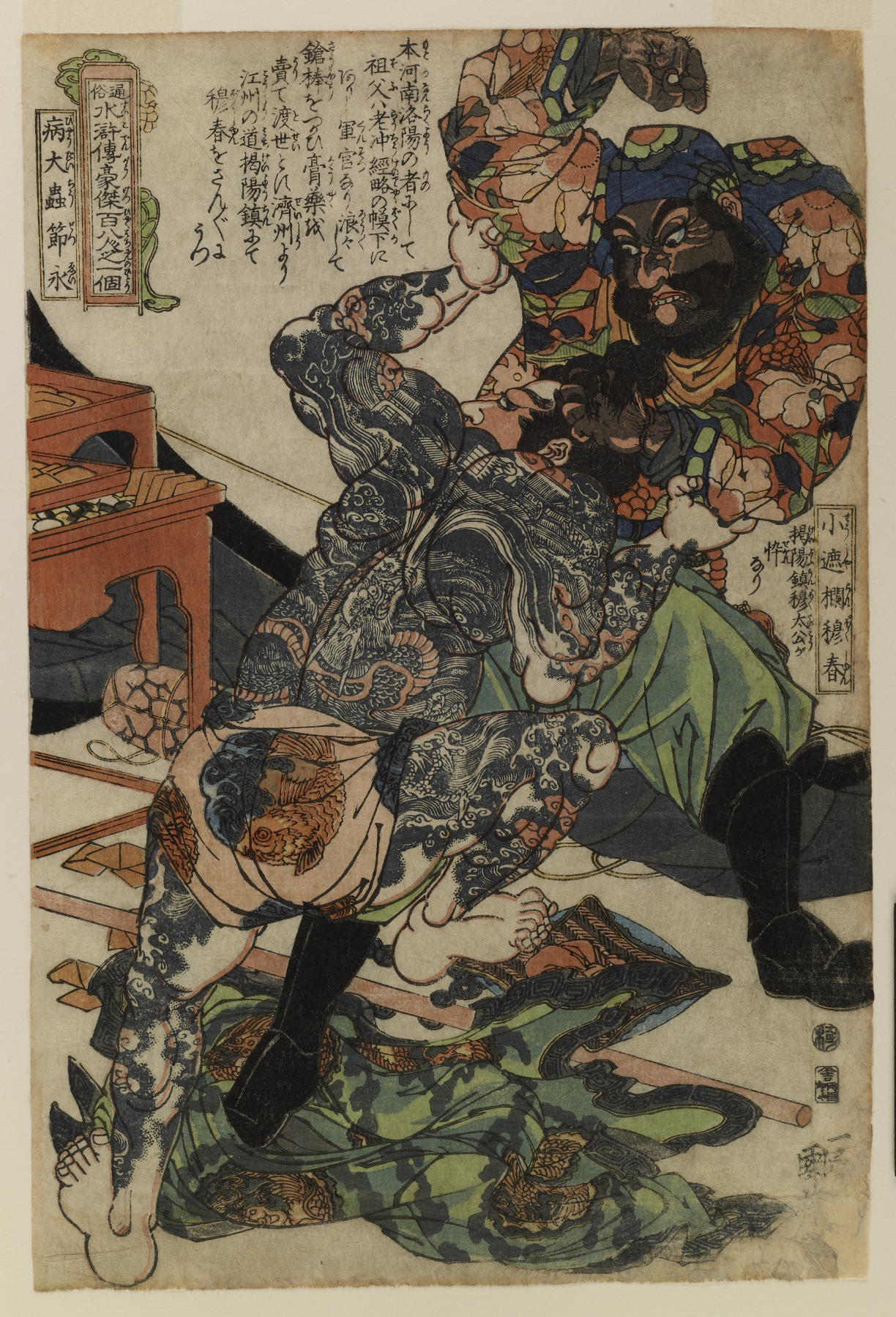
Mu Chun (japanisch Byotaichu Setsuei), kämpft mit Xue Yong (japanisch Shôsharan Bokushun). Holzschnitt von Utagawa Kuniyoshi, 1827–30

Das Shuihu Zhuan, die japanische Lesart ist Suikoden, wurde in Japan früh populär. Die älteste bekannte Übersetzung entstand 1757.
- 1773 veröffentlichte Takebe Ayatari Honcho suikoden (Japanisches Suikoden).[16]
- 1783 erschien Onna suikoden (Suikoden der Frauen).[16]
- 1801 veröffentlichte Santō Kyōden Chushingura suikoden (Geschichtenschatz des Suikoden).[16]
- 1805 erschien Shinpen Suikoden (Das neu illustrierte Suikoden) von Kyokutei Bakin mit Illustrationen von Katsushika Hokusai, das so erfolgreich war, dass auch andere berühmte Künstler des Ukiyo-e Illustrationen zum Roman schufen.[16]
- Der Verleger Kagaya Kichibei veröffentlichte 1827–1830 die Serie Tsuzoku Suikoden goketsu hyakuhachinin no hitori (108 Helden des Suikoden), die den Ruhm Utagawa Kuniyoshis begründete.[16][17]
- 1866–1867 veröffentlichte Tsukioka Yoshitoshi eine Serie von 50 Holzschnitten.[18]
- Kōjirō Yoshikawa – 吉川 幸次郎, Shigeru Shimizu – 清水 茂 (Übersetzer): Suikoden: Kanyaku – 水滸伝: 完訳 (Water Margin: Complete Translation), Iwanami Shoten – 岩波書店, Tokio 1998, ISBN 4-00-320161-2 (japanisch, eingeschränkte Vorschau in der Google-Buchsuche).

Englisch
- All Men Are Brothers. Übersetzung ins Englische von Pearl S. Buck. 1933 (englisch).
- Outlaws of the Marsh (= The Popular Classic of the Chinese Fiction). 1. Auflage. Unwin Paperbacks, Sydney/London 1986, ISBN 0-04-820027-1 (englisch, eingeschränkte Vorschau in der Google-Buchsuche – chinesisch: 水滸傳. China. Übersetzt von Sidney Shapiro, Alternativ-ISBN 978-0-04-820027-3; online bei archive.org).
- The Marshes of Mount Liang. Fünfbändige Übersetzung ins Englische von Alex und John Dent-Young. Chinese University Press, Hongkong 1994–2002 (englisch).
  - The Broken Seals. Band 1, 1994, ISBN 962-201-602-2 (eingeschränkte Vorschau in der Google-Buchsuche).
  - The Tiger Killers. Band 2, 1997, ISBN 962-201-751-7 (eingeschränkte Vorschau in der Google-Buchsuche).
  - The Gathering Company. Band 3, 2001, ISBN 962-201-847-5 (eingeschränkte Vorschau in der Google-Buchsuche).
  - Iron Ox. Band 4, 2002, ISBN 962-201-989-7 (eingeschränkte Vorschau in der Google-Buchsuche).
  - The Scattered Flock. Band 5, 2002, ISBN 962-201-990-0 (eingeschränkte Vorschau in der Google-Buchsuche).

Französisch
- Shi Nai’an, Luo Guanzhong: Au bord de l'eau (Shui-hu-zhuan). Aus dem Chinesischen übersetzt und mit Anmerkungen von Jacques Dars. Band 1. Gallimard (Editions de la Pléiade), Paris 1978, ISBN 2-07-010910-0 (französisch).
- Shi Nai’an, Luo Guanzhong: Au bord de l'eau (Shui-hu-zhuan). Aus dem Chinesischen übersetzt und mit Anmerkungen von Jacques Dars. Band 2. Gallimard (Editions de la Pléiade), Paris 1978, ISBN 2-07-010911-9 (französisch).

Deutsch
- Die Räuber vom Liang-Schan-Moor. Übersetzung ins Deutsche von Franz Kuhn. Leipzig 1934, Nachdruck 2003, ISBN 3-458-31891-7.
- Die Räuber vom Liangschan. 2 Bände. Aus dem Chinesischen übertragen und herausgegeben von Johanna Herzfeldt. Mit 96 Holzschnitten nach alten chinesischen Ausgaben. Insel Verlag, Leipzig 1968.
- Die Rebellen vom Liangshan-Moor. Übersetzt von Shi Xinyue, 3 Bände mit Anmerkungen. Kindle Direct Publishing, 2022. ISBN 979-8-35234520-7 (1. Band), ISBN 979-8-35234521-4 (2. Band), ISBN 979-8-35234522-1 (3. Band).
- Vollständige Überlieferung von den Ufern der Flüsse. Aus dem Chinesischen übersetzt, kommentiert und mit einem Nachwort versehen von Rainald Simon. Insel Verlag, Berlin 2024, ISBN 3-458-64384-2.

## Moderne Umsetzungen
- Der Maler und Graphiker Otto Pankok fertigte eine Serie von 40 schwarz-weißen Holzschnitten zu Motiven des Romans, die 1958 in Gelsenkirchen-Buer in einer Ausstellung gezeigt wurden und 1960 als Druckgraphiken in einem Band des Progress-Verlages in Darmstadt erschienen.
- Von 1973 bis 1974 wurde um die Geschichten der Räuber vom Liang-Schan-Moor eine Fernsehserie von 26 Folgen à 50 Minuten als japanisch-chinesische Co-Produktion ausgestrahlt (The Water Margin), die unter dem Titel Die Rebellen vom Liang Shan Po von der ARD ausgestrahlt und auf DVD veröffentlicht wurde.
- 1983/1986, 1998 und 2011 erschienen weitere in China produzierte Fernsehserien mit einem Umfang von 40, 43 und 86 Folgen.
- 1989 erschien von Koei, einer japanischen Computerspiele-Firma, das Spiel Bandit Kings of Ancient China, das die Situation der Rebellenräuber und den Sturz des Ministers Gao Qiu zum Thema hat. Bemerkenswert an diesem Spiel ist das Vorkommen aller im Roman genannten Personen, mit teilweise sehr treffender Grafik.
- Die Videospielreihe Suikoden von Konami basiert lose auf den Räubern vom Liang-Schan-Moor.
- 2003 produzierte der WDR eine vierteilige Hörspielreihe unter dem Titel Die Räuber vom Liang Schan Moor[19]